# Уллевол стадион (станция метро)
Уллевол стадион — наземная станция метрополитена Осло, расположенная недалеко от футбольного стадиона Уллевол и одноимённого жилого квартала. Находится на так называемой «кольцевой линии», образованной участками линий 3 и 4/6.
Открыта 10 октября 1934 года в качестве остановки на трамвайной линии от «Majorstuen» (в центре города) до «Sognsvann» на севере.